# Петър Гендов
Петър Георгиев Гендов е български политик, кмет на община Елхово (от 2023 г.).

## Биография
Роден е на 11 септември 1960 г. в град Елхово. Завършва средното си образование в родния си град, а след това висше образование в НСА „Васил Левски“ с треньорски и педагогически профил. По-късно специализира икономика и спортен мениджмънт в Нов български университет в София.

### Политическа дейност
На местните избори през 2023 г. е кандидат за кмет на община Елхово, издигнат от местна коалиция от седем политически формации – „Продължаваме промяната – Демократична България“, „БСП за България“, „Български възход“, „Има такъв народ“, СДС, „Земеделски народен съюз“, ВМРО-БНД. Избран е за кмет на втори тур от изборите с 3266 гласа (или 53,86%), като побеждава кмета към този момент Петър Киров от ГЕРБ.